# Киев-10
Ки́ев-10 Автомат — малоформатный однообъективный зеркальный фотоаппарат, выпускавшийся на киевском заводе «Арсенал» с 1965 до 1974 года. Всего выпущено около 50 000 экземпляров. Один из первых в СССР фотоаппаратов с экспоавтоматикой. Кроме того, считается первой в мире зеркальной камерой с фокальным затвором, оснащённой автоматическим управлением экспозицией.

## Технические особенности
«Киев-10» стал первой 35-мм «зеркалкой» завода «Арсенал», и предназначался для профессиональных фотографов и фотожурналистов. Камера с необычным ретрофутуристическим дизайном корпуса была самой большой и тяжёлой в своём классе, а её цена в 290 рублей была почти недоступна для советских фотолюбителей. О профессиональном назначении фотоаппарата говорит и отсутствие автоспуска.
При этом, «Киев-10» оказался одной из самых оригинальных разработок советских фотоаппаратостроителей. Кроме первого для «зеркалок» автомата диафрагмы, камера выделялась фокальным затвором уникальной конструкции. Этот тип затвора больше нигде и никем не использовался в массовом производстве, кроме «Киева-10» и следующего за ним «Киева-15». Механизм был запатентован Александром Гельгаром в 1958 году и, по некоторым данным, устанавливался в опытном образце, изготовленном в ГОИ. После доработки затвор защищён несколькими патентами, и под названием «веерного» стал одним из результатов всеобщих поисков конструкции с жёсткими металлическими шторками. 
В 1960 году в Японии был создан ламельный затвор, который решил почти все проблемы, присущие фокальным затворам, и к концу XX века стал общемировым стандартом. Веерный затвор «Киева» обладал почти теми же достоинствами, но при этом не нарушал ни одного японского патента. Вместо сложного в изготовлении параллелограммного механизма для крепления шторок использована общая ось, на которой они поворачиваются по принципу обтюратора. В результате, по компактности веерный затвор превзошёл обтюраторный, вплотную приблизившись к ламельному по световому КПД, за счёт которого удалось довести выдержку синхронизации до 1/60 секунды. Впервые в СССР головка выдержек этого затвора имела равномерную шкалу и не вращалась при срабатывании, позволив кинематически связать её с экспонометром.

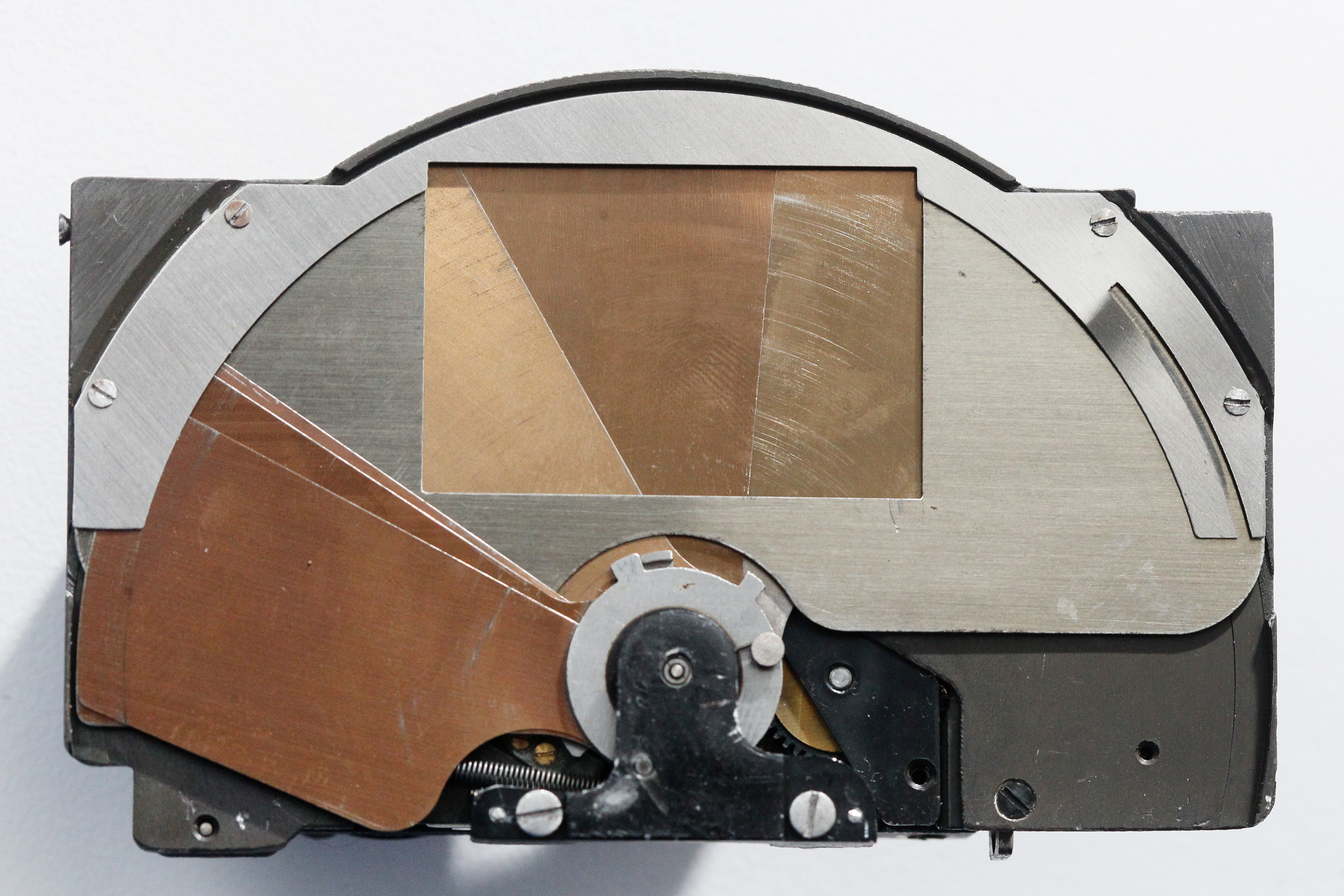
Веерный затвор

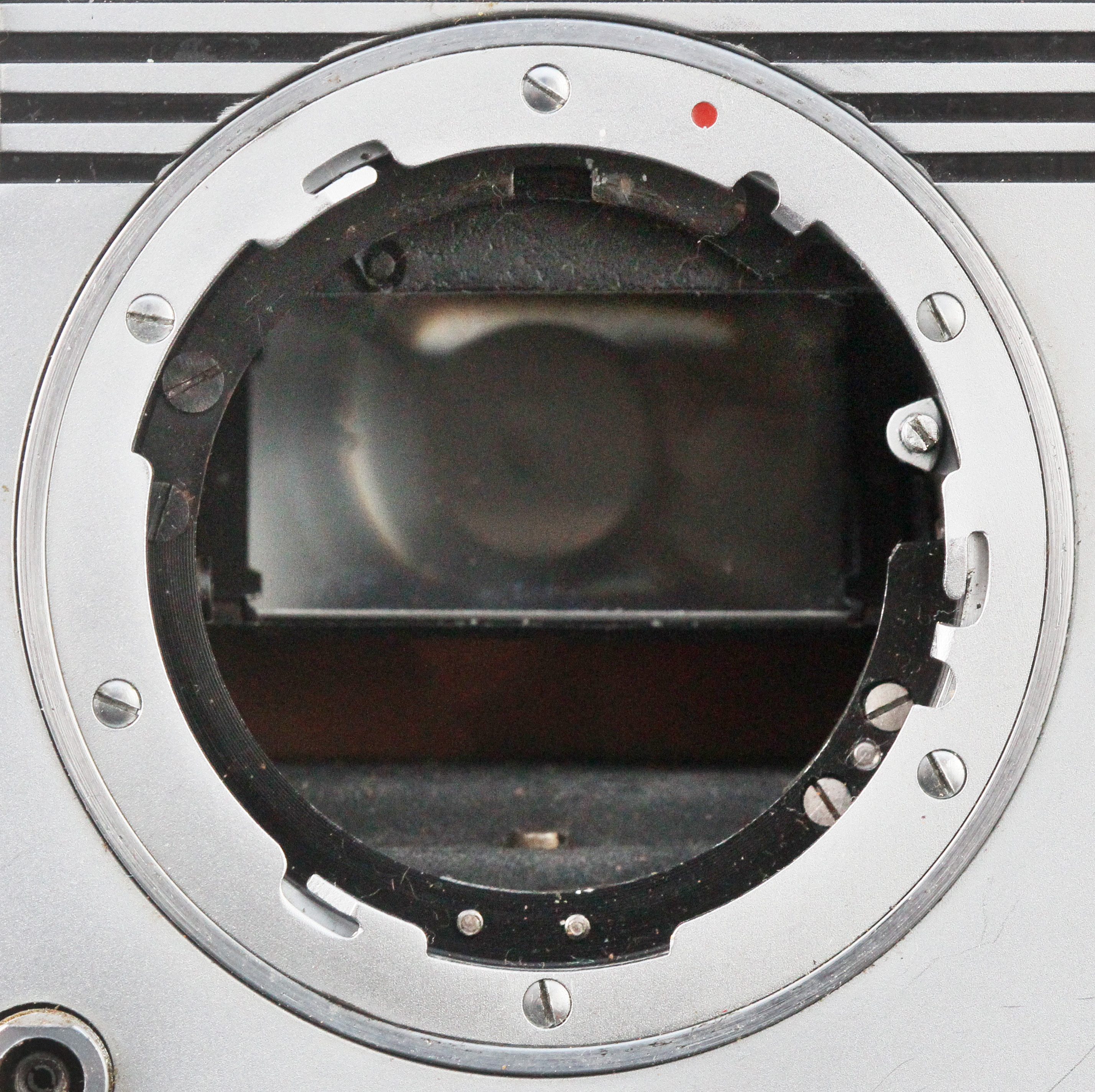
Байонет «Киев-Автомат»

Ещё одной важной новинкой стал байонет «К—А» (Киев-Автомат), объединённый с механизмом автоматической установки нажимной диафрагмы. «Киев-10» стал вторым после «Зенита-4» советским зеркальным фотоаппаратом, объективы которого не имеют кольца диафрагмы, управляющейся из камеры. Для этого на передней панели фотоаппарата установлено колесо выбора относительного отверстия и включения автомата. В положении «А» экспонометр автоматически регулирует диафрагму, одновременно отображая её текущее значение стрелкой в поле зрения видоискателя. При недостатке или избытке света стрелка заходит за ограничители, а спусковая кнопка блокируется.
Типичным для тех лет решением стала механическая, а не электронная автоматизация фотоаппарата: диафрагма закрывается до нужного значения усилием нажатия на спусковую кнопку. Упором для привода диафрагмы служит арретированная вспомогательная стрелка гальванометра, стопорящая движение ступенчатого рычага. Принцип был уже хорошо известен и отработан на любительских фотоаппаратах с жёстковстроенным объективом. В «Киеве-10» этот тип автоматики впервые реализован со сменной оптикой полноценной «зеркалки». Значение выдержки вводится в экспонометр головкой их переключения, снабжённой дополнительным диском ввода светочувствительности. Оба органа управления через суммирующую зубчатую передачу поворачивают корпус гальванометра, регулируя таким образом положение его стрелки в соответствии с введёнными параметрами.
В фокусировочном экране использован первый в СССР микрорастр. Кроме того, остаётся неясным, какая из двух первых советских камер с зеркалом постоянного визирования выпущена раньше: «Зенит-Е» или «Киев-10». При этом, в отличие от «зенитовского» зеркала на простейшем одинарном шарнире, зеркало «Киева» двигалось по сложной траектории, обеспечивая видимость практически полного кадра. Главным конкурентом «Киева» на внутреннем советском рынке были полуавтоматические фотоаппараты семейства «Зенит-4» с центральным залинзовым затвором. Все они имели немецкий прототип Voigtländer Bessamatic, тогда как украинская камера была полностью оригинальной. Ни затвор, ни байонет на момент выхода фотоаппарата не имели никаких аналогов, и проектировались «с чистого листа».
Дальнейшая эксплуатация «Зенитов» быстро выявила недостатки центрального затвора, чрезмерно усложняющего зеркальный фотоаппарат, и затрудняющего совместимость с оптикой других стандартов. В итоге, несмотря на очевидные преимущества, «Зенит-4» выпускался всего 4 года, получив репутацию ненадёжного. «Киев-10» ещё много лет успешно эксплуатировался, благодаря наличию в продаже «родной» сменной оптики и даже штатного адаптера для объективов от резьбовых «Зенитов». Однако, слабые места фотоаппарата проявились очень быстро: его автоматика была реализована на основе экспонометра с морально устаревшим на тот момент внешним селеновым фотоэлементом, уступающим по точности новейшим TTL-экспонометрам. Ещё одной проблемой оказался веерный затвор, габариты которого превосходили любые аналоги и не поддавались сокращению. В следующей после «Киева-15» более компактной модели 1977 года «Арсенал» установил первый в СССР ламельный затвор.

## Характеристики

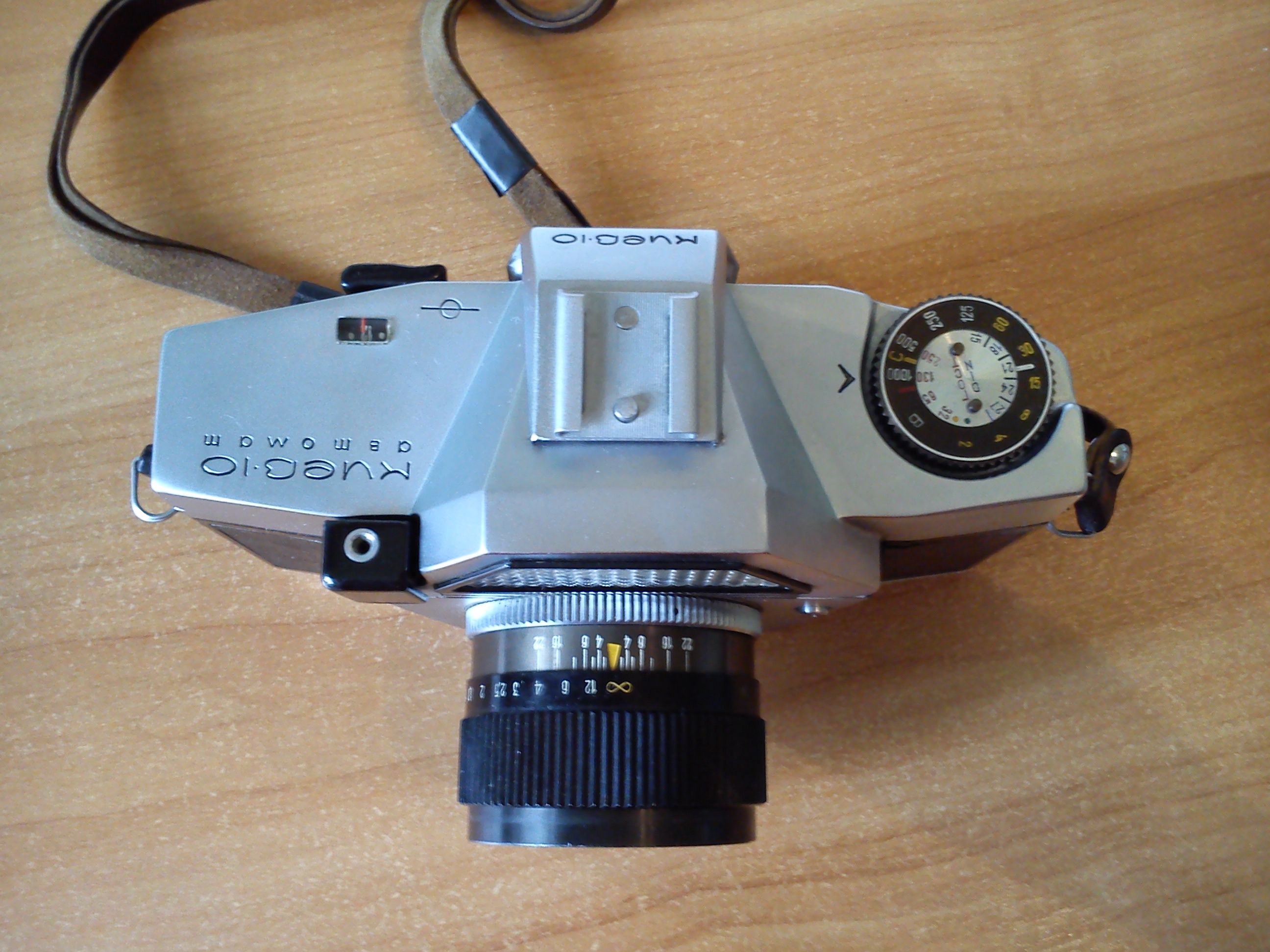
Вид сверху
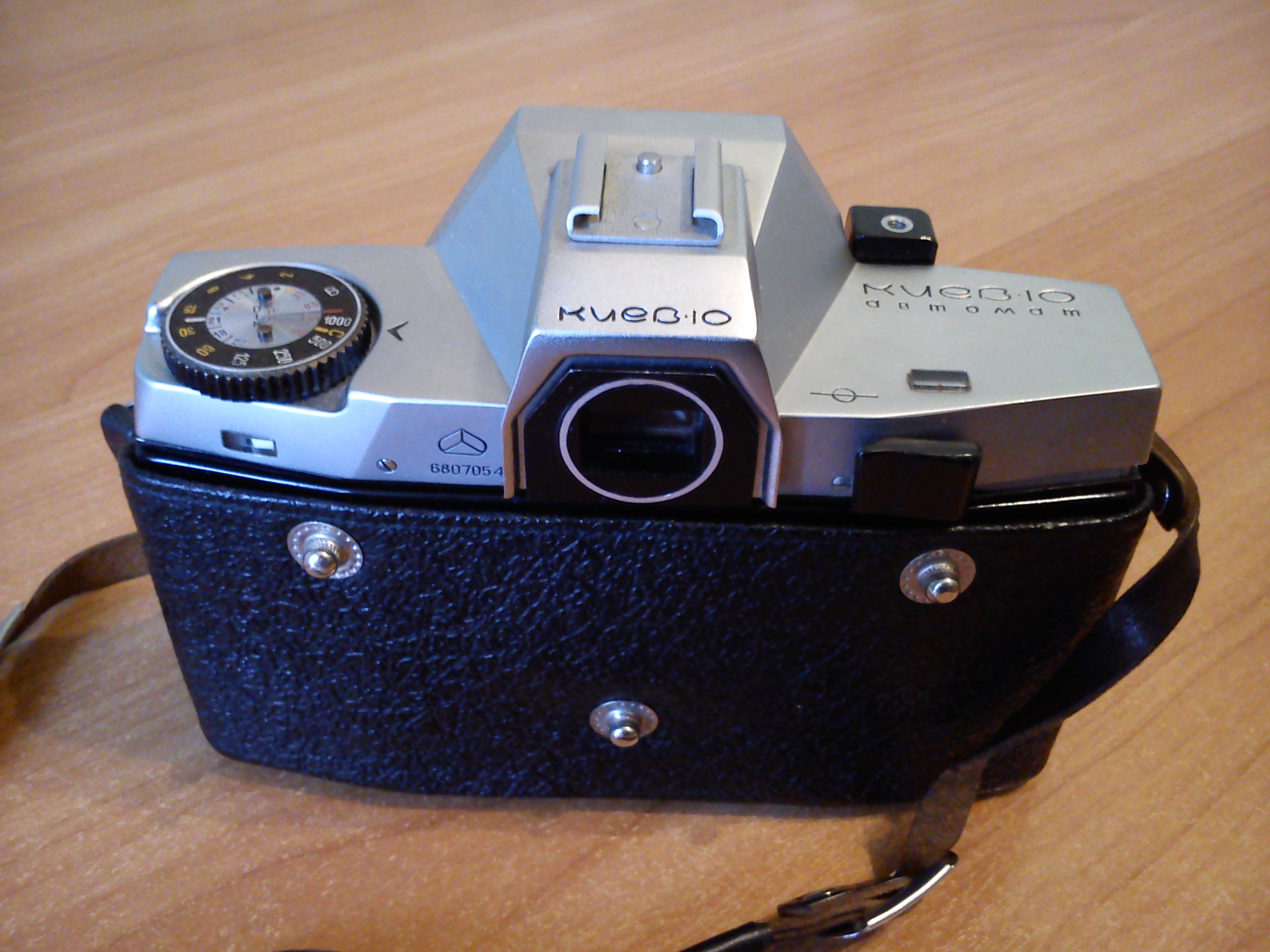
Вид сзади
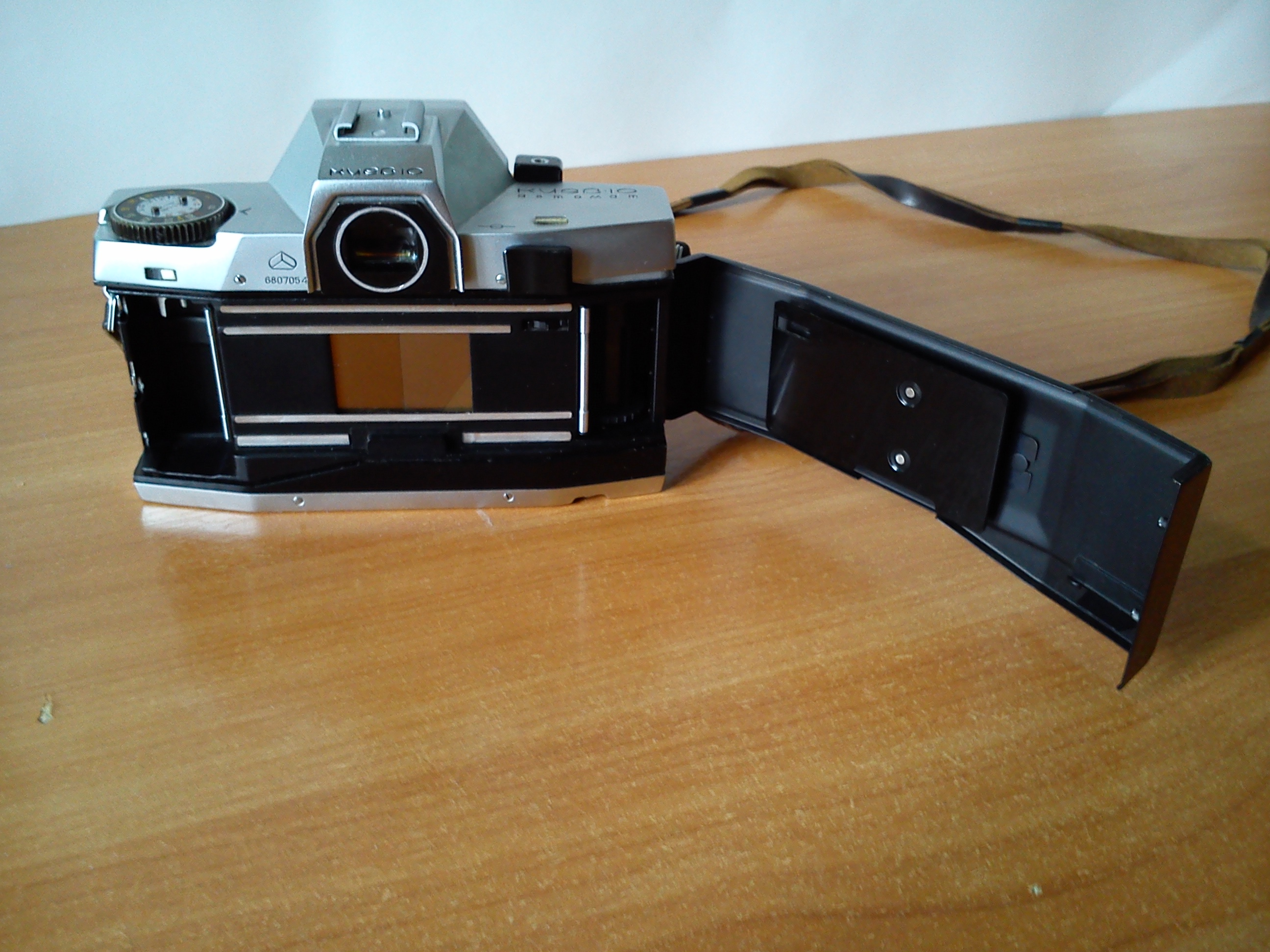
Задняя крышка открыта

- Корпус металлический с откидывающейся на шарнире задней стенкой. Курковый взвод затвора и перемотки плёнки. Блокировка от неполного взвода, автоматический самосбрасывающийся счётчик кадров. Обратная перемотка плёнки со специальной трансмиссией, передающей вращение от расположенной на нижней стенке рулетки к вилке в верхней части камеры;
- Затвор — фокальный, веерный, с пружинным демпфером. Каждая из шторок состоит из трёх металлических секторов, складывающихся в стопку[33]. Кроме советских фотоаппаратов «Киев-10» и «Киев-15» больше нигде не использовался. Выдержки затвора от 1/2 до 1/1000 сек и «В»;
- Сквозной видоискатель с зеркалом постоянного визирования и несъёмной пентапризмой. Размер кадрового окна видоискателя 22×34 мм. Фокусировочный экран — линза Френеля с кругом микрорастра и матированным кольцом в центре[47];
- Крепление объектива — байонет «Киев-Автомат» (К—А) с рабочим отрезком 44 мм[33]. В дальнейшем использовался только в фотоаппарате «Киев-15»;
- Штатный объектив фотоаппаратов ранних выпусков — «Гелиос-65 Автомат» 2/50. С 1967 года аппарат комплектовался объективом «Гелиос-81 Автомат» 2/53;
- Все сменные объективы стандарта «К—А» снабжались приводом прыгающей диафрагмы[* 10];
- Синхроконтакт «Х», выдержка синхронизации 1/60 сек и более. В ранних выпусках обойма для крепления фотовспышки отсутствовала. В более поздних фотоаппаратах холодный башмак на кронштейне устанавливался в салазки оправы окуляра;
- Автоспуск отсутствует;
- Резьба штативного гнезда 1/4 дюйма;

## Сменная оптика
На заводе «Арсенал» серийно выпускались несколько дискретных объективов в оправе с байонетом «Киев-Автомат» и прыгающей диафрагмой. Их оптическое устройство уже использовалось до этого в объективах для резьбовых зеркальных «Зенитов». Однако, из-за особенностей оправы, и отсутствия кольца управления диафрагмой, на других типах фотоаппаратуры эти объективы не могут полноценно работать без переделки. В продаже было доступно удлинительное кольцо для макросъёмки.
| Название                         | Фокусное расстояние | Светосила | Назначение                                 |
| -------------------------------- | ------------------- | --------- | ------------------------------------------ |
| Мир-20 Автомат                   | 20                  | 3,5       | Сверхширокоугольный объектив               |
| Мир-1 Автомат                    | 37                  | 2,8       | Широкоугольный объектив                    |
| Эра-18 Автомат                   | 50                  | 1,2       | Сверхсветосильный нормальный объектив      |
| Гелиос-65 Автомат                | 52                  | 2,0       | Штатный объектив ранних выпусков «Киев-10» |
| Гелиос-81 Автомат                | 50                  | 2,0       | Светосильный нормальный объектив           |
| Рубин-2 Автомат (Гранит-Автомат) | 45~80               | 3,5       | Зум-объектив                               |
| Вега-21 Автомат                  | 85                  | 2,0       | Портретный объектив                        |
| Юпитер-9 Автомат                 | 85                  | 2,0       | Портретный объектив                        |
| Юпитер-11 Автомат                | 133                 | 4,0       | Телеобъектив                               |
| Таир-11 Автомат                  | 135                 | 2,8       | Телеобъектив                               |
| Гранит-11 Автомат                | 80~200              | 4,5       | Длиннофокусный Зум-объектив                |

Примечательно, что сменная оптика этого стандарта была доступна в продаже, что выгодно отличало «Киев-10» от красногорского конкурента «Зенит-4». К последнему можно было с трудом приобрести только первый советский фотозум «Рубин-1», а остальные объективы существовали в виде опытных образцов. Кроме того, заводом «Арсенал» выпускался адаптер, позволяющий использовать любые объективы от резьбовых «Зенитов» стандарта M39×1. Автоматический режим приоритета выдержки с резьбовой оптикой не работает.

## Дальнейшие разработки

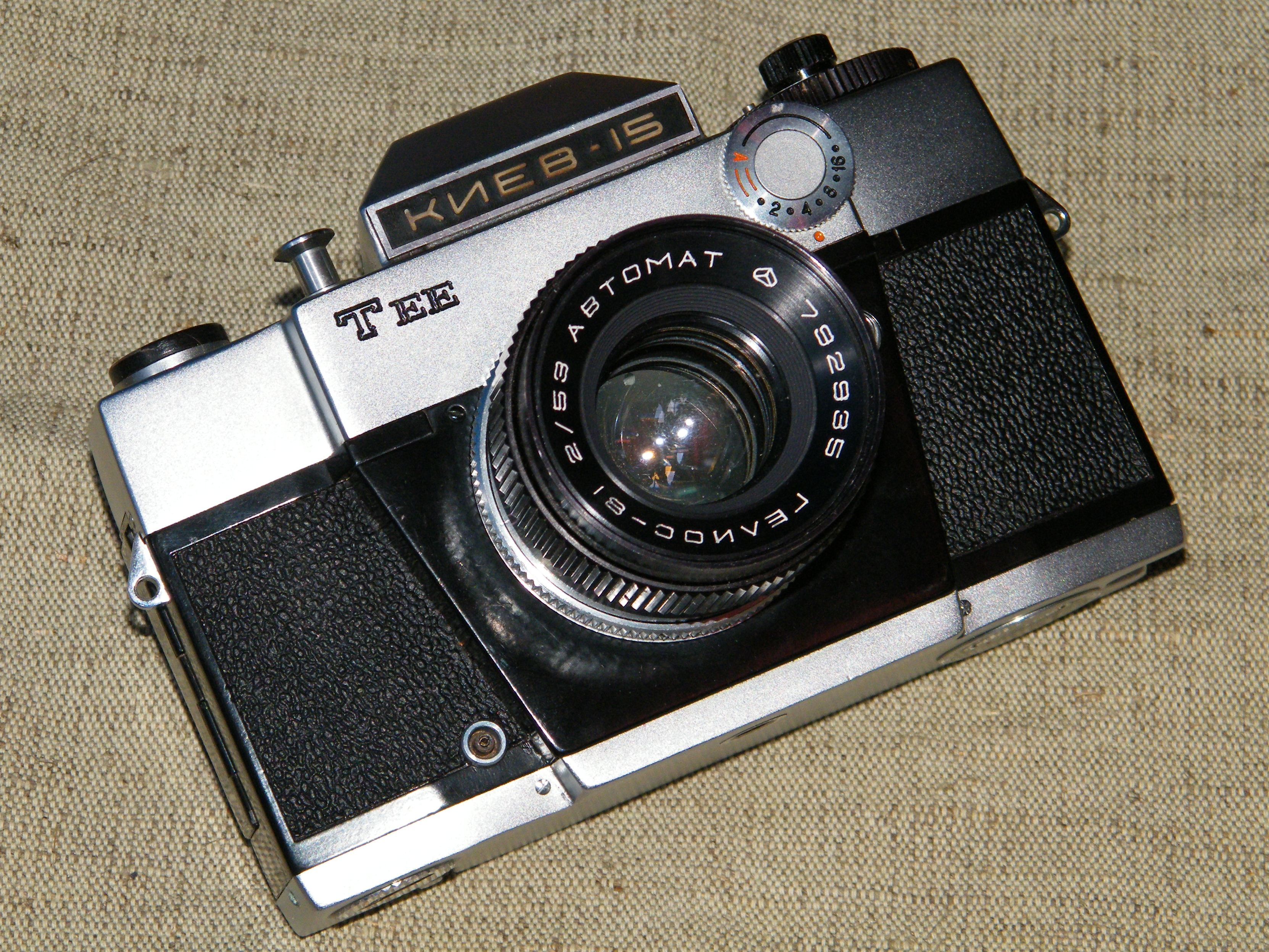
«Киев-15 Tee»

В конце 1960-х годов «Киев-11» стал попыткой усовершенствовать «Киев-10», и так же оснащён селеновым экспонометром, фотоэлемент которого перенесён с передней грани пентапризмы на левую сторону камеры. По некоторым данным существовала и другая модификация «Киев-11» с TTL-экспонометром. Оба варианта выпускались только в виде опытных экземпляров.
«Киев-15» (1974—1980) — разработан на основе «Киева-10», такой же затвор и тот же байонет. Основное отличие — вместо внешнего селенового фотоэлемента реализовано современное заобъективное измерение на основе сернисто-кадмиевых (CdS) фоторезисторов высокой удельной чувствительности. Первый советский фотоаппарат с TTL-экспонометром (работал от батарейки).